# Biotodoma cupido
Biotodoma cupido es una especie de peces de la familia Cichlidae en el orden Perciformes.

## Morfología
Los machos pueden llegar alcanzar los 9,7 cm de longitud total.

## Hábitat
Es una especie de clima tropical entre 23 °C-25 °C de temperatura.

## Distribución geográfica
Se encuentran en Sudamérica: cuenca hidrográfica | cuenca del Amazonas en Perú, Bolivia y Brasil, y río Esequibo  en Guayana.